# Bisdom Almería
Het bisdom Almería (Latijn: Dioecesis Almeriensis) is een rooms-katholiek bisdom met als zetel Almería, hoofdstad van de provincie Almería, in Spanje. Het bisdom is suffragaan aan het aartsbisdom Granada.

## Geschiedenis
Het bisdom werd opgericht op 21 mei 1492, uit delen van het voormalige islamitische Koninkrijk Granada. 

## Parochies
Het bisdom had in 2020 een oppervlakte van 8.774 km2 en telde 716.820 inwoners waarvan 86,0% rooms-katholiek was.

## Speciale gebouwen
- Catedral de la Encarnación, Almería (kathedraal)
- Basílica de Nuestra Señora de las Mercedes, Oria, (basiliek)

## Bisschoppen
- 1492-1515: Juan de Ortega
- 1515-1520: Francisco Sosa
- 1520-1521: Juan González Meneses
- 1523-1556: Diego Fernández de Villalán
- 1557-1570: Antonio Corrionero de Babilafuente
- 1571: Francisco Briceño
- 1572-1587: Diego González
- 1597-1601: Juan García
- 1602-1631: Juan Portocarrero
- 1631: Antonio Viedma Chaves
- 1632: Martín García Ceniceros
- 1633: Bartolomé Santos de Risoba
- 1633-1637: Antonio González Acevedo
- 1637-1640: José Valle de la Cerda
- 1641-1645: José de Argáiz Pérez
- 1646-1651: Luis Venegas Figueroa
- 1651-1653: Alfonso de Sanvítores de la Portilla
- 1654-1659: Enrique Peralta y Cárdenas
- 1659-1663: Alfonso Pérez de Humanares
- 1663-1672: Rodrigo de Mandia y Parga
- 1673-1675: Francisco Antonio Sarmiento de Luna y Enríquez
- 1675-1680: Antonio Ibarra
- 1681-1683: Juan Grande Santos de San Pedro
- 1683-1687: Andrés de La Moneda Cañas y Silva
- 1687-1701: Domingo de Orueta y Caceaga
- 1701-1704: Juan Leyva
- 1704-1707: Juan Bonilla Vargas
- 1707-1713: Manuel de Santo Tomás y Mendoza
- 1714-1722: Jerónimo del Valle Ledesma
- 1723-1730: José Pereto Ricarte
- 1730-1734: José Marín y Ibáñez
- 1735-1741: Diego Felipe de Perea Magdaleno
- 1741-1760: Gaspar de Molina y Rocha
- 1761-1779: Claudio Sanz Torres y Ruiz Castañedo
- 1780-1798: Anselmo Rodríguez Merino
- 1798-1800: Juan Antonio Viana
- 1802-1815: Francisco Javier Mier y Campillo
- 1818-1833: Antonio Pérez Minayo
- 1847-1864: Anacleto Meoro y Sánchez
- 1864-1872: Andrés Rosales y Muñoz
- 1875-1886: José María Orberá y Carrión
- 1887-1906: Santos Zárate y Martínez
- 1907-1921: Vicente Casanova y Marzol
- 1921-1934: Bernardo Martínez y Noval
- 1935-1936: Bl. Diego Ventaja Milán
- 1943-1946: Enrique Delgado y Gómez
- 1947-1965: Alfonso Ródenas García
- 1966-1969: Ángel Suquía Goicoechea (kardinaal)
- 1970-1989: Manuel Casares Hervás
- 1989-2002: Rosendo Álvarez Gastón
- 2002-2021: Adolfo González Montes
- 2021-heden: Antonio Gómez Cantero

Granada (aartsbisdom) · Almería · Cartagena · Guadix · Jaén · Málaga